# Ctrl (SZA)
Ctrl (pronunciato Control) è il primo album in studio della cantautrice statunitense SZA, pubblicato il 9 giugno 2017 dalla Top Dawg e RCA.
Il 9 giugno 2022, in occasione del quinto anniversario dalla pubblicazione dell'album, è stata pubblicata la versione deluxe contenente sette brani inediti.

## Antefatti
Dopo aver incontrato i membri di Top Dawg Entertainment durante il CMJ 2011, un'amica di SZA che partecipava allo spettacolo aveva fatto ascoltare le sue prime canzoni al discografico Terrence "Punch" Henderson, a cui piaceva il materiale e che era rimasto in contatto con la cantante. Due anni dopo, nel giugno 2013, Top Dawg Entertainment aveva annunciato che stavano progettando di firmare altri due artisti. Il 14 luglio è stato rivelato che Top Dawg aveva firmato per l'etichetta una cantante donna di nome SZA, pubblicando Z nel 2014. Dopo l'uscita di Z, SZA aveva iniziato a lavorare al suo album di debutto e a scrivere per altri artisti tra cui Beyoncé e Nicki Minaj, oltre a collaborare in Consideration, brano di apertura di Anti di Rihanna. Tuttavia, l'album di debutto è stato rimandato diverse volte: inizialmente previsto per la fine del 2015, è stato spostato ad inizio del 2016. Nell'ottobre 2016 la stessa interprete ha criticato la sua etichetta e ha dichiarato che avrebbe terminato il contratto.
SZA ha rivelato che il suo album di debutto sarebbe stato simile a S ma che avrebbe incluso influenze trap con testi più aggressivi, annunciando poi di aver iniziato a lavorare con James Fauntleroy, Hit-Boy e Felix Snow. Parlando della concezione dell'album, SZA ha dichiarato di aver trascorso quattro anni a lavorarci su. L'album è stato ispirato anche dalla visione di SZA del controllo nella sua vita. Parlando di questo ha dichiarato "Ctrl è un concetto: mi è mancato il controllo per tutta la vita e penso di averlo bramato per tutta la vita".

## Scrittura e registrazione
Le sessioni di registrazione dell'album sono iniziate nel 2014 e si sono svolte presso la TDE Red Room di Carson, in California. Il processo di registrazione dell'album è stato descritto come analogico e prevedeva lo scollegamento e il ricollegamento dei cavi per produrre il suono desiderato. Durante le sessioni in studio, SZA e i produttori controllavano attentamente i brani registrati per decidere se le canzoni fossero buone o se valesse la pena sperimentare per migliorarle. La cantante ha ricercato brani che erano primi in classifiche durante gli anni Quaranta e Ottanta, poi ha ascoltato il loro stile, i loro ritmi e i loro synth per trarre ispirazione. Nel processo di registrazione il produttore discografico Rick Rubin ha contribuito nel processo creativo.
Nel 2015 SZA è stata presentata a Carter Lang, da Peter Cottontale a Chicago. Dopo aver cantato insieme al Lollapalooza lo stesso anno, SZA e Lang insieme al produttore Tyron "Scum" Donaldson hanno iniziato a sviluppare il suo album di debutto. Love Galore è stata registrata nell'ufficio della madre di Lang con l'attrezzatura da studio che era lì. Lang, Tyron Donaldson, ThankGod4Cody e altri produttori si sfidavano a vicenda e si inviavano musica diversa su cui lavorare. SZA quindi ascoltava le bozze e sceglieva la migliore. Durante una competizione dei produttori per chi potesse creare la canzone migliore, Broken Clock è stata prodotta collettivamente. Drew Barrymore è stata concepita nello studio di Lang a Chicago nel 2016, mentre SZA stava dormendo. Lang ha ricevuto i crediti di produzione di otto brani presenti nella versione finale dell'album.
SZA ha contribuito in modo determinante ai testi dell'album, co-scrivendo tutte e quattordici tracce. SZA lasciava che le idee arrivassero direttamente in studio. Inizialmente ha cercato di registrare note telefoniche e scrivere idee in riviste per aiutarla nel processo di scrittura. L'etichetta discografica della cantante aveva confiscato il suo hard drive durante la registrazione dell'album, perché SZA non riusciva a decidere le canzoni che voleva inserire nella lista tracce finale, avendo registrato dai 150 ai 200 brani. Ha rivelato che i suoi problemi d'ansia hanno condizionato negativamente il suo processo di scrittura, ammettendo di aver scartato varie canzoni perché spaventata non fossero abbastanza buone.
SZA aveva registrato Drew Barrymore dopo aver ascoltato una produzione che le ricordava il film Poison Ivy, notando che l'emozione che Ivy sentiva nel film era qualcosa a cui si collegava personalmente.
The Weekend è stato prodotto da ThankGod4Cody a cui è stata data l'idea di campionare Set the Mood (Prelude) / Until the End of Time da un membro del suo team. La produzione è stata realizzata pensando alla cantante. SZA ha affermato del campionamento in un'intervista ad Associated Press: «Non ho nemmeno pensato a nulla di quello che stavo dicendo, ero solo felice di cantare su quel campionamento di Justin Timberlake ...ero tipo, 'Questo è per divertimento, questo è pazzo'.»

## Descrizione
Ctrl ha quattordici tracce che si discostano dal R&B tradizionale. Le canzoni del disco sono prevalentemente R&B alternative, R&B e neo soul. L'album mette alla prova i confini del R&B tradizionale, influenzandosi alla trap e all'indie rock. L'album contiene una precisa metodologia sonora, con una produzione fluente, contenente influenze pop, hip-hop e elettronici. Queste ispirazioni sono state paragonate a diversi artisti, tra cui Sade, Lauryn Hill, Purity Ring, Yuki, Björk e Billie Holiday. La produzione è stata caratterizzata principalmente da influenze hip-hop con accenni di soul e pop. L'album ha tematiche confessionali riguardanti le personali esperienze d'amore di SZA. Il contenuto dei testi è considerato "franco" ed è stato notato come una visione della complessità dell'amore moderno; di come il desiderio, la competizione, la gelosia, la politica sessuale, i social media e la bassa autostima possono far deragliare una relazione. Un recensore di Pitchfork ha descritto i testi dell'album come "onesti" e "spesso comicamente schietti". La voce di SZA contiene echi che sono stati ottenuti abbassando il riverbero; questo è stato fatto per dare all'album un "tono intimo, confessionale".
Il disco si apre con Supermodel, costruita su un riff di chitarra elettrica e riguardante il tradimento di una relazione e delle sue conseguenze. La canzone parla dell'ex partner di SZA che l'ha lasciata nel giorno di San Valentino. Love Galore è una ballata trap in collaborazione con il rapper americano Travis Scott. Parlando della loro collaborazione, SZA ha dichiarato: "Penso che unisca quella linea superfine tra melodia e sincopazione e tasca, e amo le sue tasche, e amo la sua scelta di note, è semplicemente perfetto." Doves in the Wind presenta il rapper Kendrick Lamar ed il tema principale è la libertà sessuale, pur avendo ancora fame di intimità. Doves in the Wind fa riferimento a Forrest Gump, descrivendo il personaggio come il tipo di maschio che vede le donne come degli oggetti sessuali.
Drew Barrymore è una canzone R&B con un testo introspettivo, mentre Prom è una canzone pop, di cui sono state notate le chitarre smorzate, paragonate ale sirene della polizia; il testo invece parla di angoscia. The Weekend ha accreditato come autori Justin Timberlake, Timbaland e Danja a causa del campionamento del brano Set the Mood (Prelude) / Until the End of Time dall'album FutureSex / LoveSounds del 2006. The Weekend è un brano R&B e neo soul. Sebbene alcune pubblicazioni online identifichino la narratrice del brano come un'amante, SZA canta dal punto di vista di una donna che incontra il suo partner solo durante il fine settimana, mentre altre ragazze lo vedono in settimana. Go Gina è un riferimento al personaggio di Gina interpretato da Tisha Campbell nella sitcom degli anni '90 Martin. Dal punto di vista del testo, la canzone riflette un ambiente che non ama le donne determinate, per poi proseguire discutendo di come le persone cercano di semplificare i suoi problemi in modo autonomo.
Broken Clocks avvolge la voce dell'interprete con toni di tastiera sfocati e un campionario acquoso di voci maschili mentre medita su ricordi di una vecchia storia d'amore che ancora la perseguita. Joshua Espinoza della rivista Complex l'ha considerata come "una canzone mid-tempo su ottimismo e perseveranza".

## Promozione

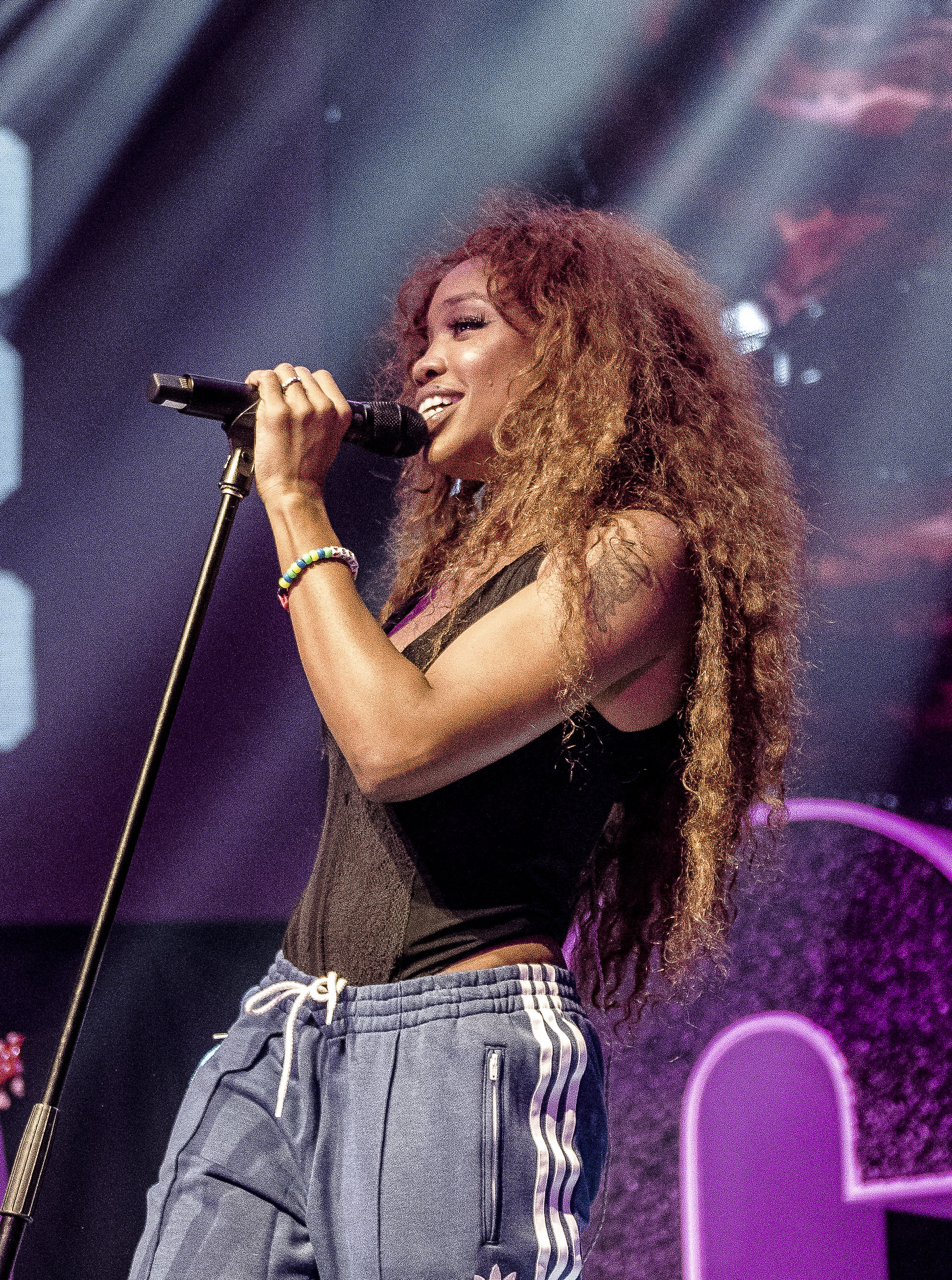
SZA il 23 agosto 2017 a Toronto, in occasione del Ctrl the Tour

SZA ha eseguito in anteprima primo estratto Drew Barrymore da Jimmy Kimmel Live!. Aveva anche annunciato il titolo del suo album di debutto in studio, inizialmente intitolato A, ma in seguito rinominato in Ctrl. Il 28 aprile 2017, SZA ha annunciato di aver firmato il suo primo contratto discografico con una major, ovvero la RCA Records. Il 2 giugno 2017, Broken Clocks è stato pubblicato originariamente come primo singolo promozionale, per poi venire estratto l'anno successivo come singolo ufficiale per le stazioni radiofoniche statunitensi. L'8 giugno 2017, Doves in the Wind in collaborazione di Kendrick Lamar è stato diffuso come secondo ed ultimo singolo promozionale.
Il 5 luglio 2017, SZA ha annunciato un tour nel Nord America intitolato Ctrl the Tour per promuovere ulteriormente l'album. Il tour è iniziato il 20 agosto 2017 a Providence, Rhode Island, presso la Fête Music Hall, e si è concluso il 31 gennaio 2018 a Filadelfia, in Pennsylvania, presso il The Fillmore. Nonostante non ci sia stata una tappa europea del tour, il 10 luglio 2017 il cantante e rapper americano Bryson Tiller ha annunciato che SZA avrebbe aperto la parte europea del suo Set It Off Tour a sostegno del suo album in studio True to Self dal 17 ottobre fino al 30 novembre 2017. A causa del rapido esaurimento dei biglietti per Ctrl the Tour, sono state programmate diverse date aggiuntive. A causa di problemi di salute da parte della cantante, le prime due date del tour sono state riprogrammate, posticipando l'inizio del tour al 20 agosto anziché al 17 agosto, come originariamente programmato. Il 31 luglio 2017, SZA ha pubblicato un video musicale per Supermodel, in esclusiva sulla piattaforma Apple Music.
Il 9 dicembre 2017, SZA è apparsa al Saturday Night Live esibendosi sulle note di The Weekend e Love Galore, diventando in tal modo la seconda artista della sua etichetta ad apparire nel programma dopo Lamar. L'esibizione è stata acclamata dalla critica, che ha elogiato il nuovo verso aggiunto da in Love Galore per colmare l'assenza di Travis Scott.
Per celebrare il quinto anniversario dall'uscita del disco, il 9 giugno 2022 SZA pubblica la versione deluxe di Ctrl contenente sette brani inediti, inclusa la versione solista di Love Galore e le precedentemente conosciute tracce 2AM e Jodie. Tutte le tracce contenute nell'edizione deluxe sono state concepite tra il 2014 e il 2017.

## Accoglienza
Ctrl è stato accolto positivamente dalla critica specializzata. Su Metacritic l'album ha ricevuto un punteggio medio di 86 su 100, basato su 15 recensioni, che indica «acclamazione universale». Tara Joshi di The Observer ha dichiarato che le canzoni sono «deliziosi brani lenti con voci delicate ma potenti e intuizioni intime sulla femminilità, l'autostima e la giovinezza». Claire Lobenfeld di Pitchfork l'ha definito «un album R&B opulento e crudo che mette costantemente alla prova i confini del genere», e ha nominato Prom come una delle tracce migliori contenute al suo interno. Siena Yates dello New Zealand Herald lo ha descritto come «un salto brutalmente onesto e sonoramente ricco».
Nella sua recensione dell'album, Jon Pareles di The New York Times ha detto di SZA: «ma ora, comanda pienamente il primo piano delle sue canzoni. La sua voce è anticipata, registrata per sembrare naturale e inalterata, con tutte le sue peculiarità e conversazioni». Jessica McKinny di Vibe ha detto che l'album «ha decisamente dato il via al suo viaggio nella giusta direzione: è crudo, pieno di sentimento, ritmico ed edificante in tutti i posti giusti e sarà sicuramente un regalo estivo per vecchi e nuovi fan». Ha anche definito l'album «perfetto». Gerrick D. Kennedy del Los Angeles Times ha notato come nell'album siano contenute «parti ugualmente dolorose, spudorate e meravigliosamente oneste» e ha descritto le canzoni come «tenere, vulnerabili e spesso provocatorie».
Ryan B. Patrick di Exclaim! si è riferito a SZA come «al pacchetto completo dal punto di vista artistico: capacità di cantare e scrivere canzoni con una prospettiva distinta sulla vita, l'amore e il destino». Ha continuato dicendo che Ctrl «è un album eccezionalmente eccellente di un artista straordinariamente eccellente». Nastia Voynovskaya di Paste ha definito l'album «sorprendentemente riconoscibile» e ha paragonato la voce di SZA a quelle di Amy Winehouse e Billie Holiday. Jamie Milton di NME ha detto che «si snoda senza sforzo tra narrativa e generi come se fosse un gioco da ragazzi« e ha continuato affermando che l'artista «non è una star in divenire, è un talento a pieno titolo che praticamente si mette in mostra». Ha anche concordato nel definire Prom come la canzone migliore dell'album.

### Riconoscimenti
Ctrl è apparso su molte liste di fine anno del 2017. L'album è stato elencato come miglior album del 2017 da più pubblicazioni tra cui Exclaim!, New York Daily News, Noisey, Time e Vice. The New York Times (da Jon Caramanica), NPR, Pitchfork, Dazed, Billboard, The Skinny e Uproxx hanno tutti messo l'album al numero due della lista dei migliori album del 2017, mentre Complex, Entertainment Weekly, The Irish Times, Mashable, NOW e Rap-Up al terzo posto. L'album è stato collocato al numero quattro da Crack Magazine e da Fuse e al numero cinque da A.V. Club, The Independent, Stereogum e USA Today.
The New Zealand Herald e The Sunday Times hanno entrambi collocato l'album al numero sei nelle loro liste di fine anno, mentre Atlantic Monthly, NME, Consequence of Sound e Time Out hanno classificato Ctrl come settimo miglior album del 2017. Il The New York Times (da Jon Pareles) ha collocato l'album al numero otto, mentre Loud and Quiet e People hanno collocato l'album al numero dieci. Ctrl è stato classificato come dodicesimo miglior album da The Stranger, il quindicesimo da Slant e il ventesimo da Rolling Stone. L'album è anche incluso nelle posizioni più basse di numerose altre liste di fine anno, compresi Paste (25), Q (27), Gorilla vs. Bear (28), Drowned in Sound (42), Uncut (53), Resident (65) e The Quietus (68).
SZA ha ricevuto cinque candidature ai Grammy Awards 2018, ovvero miglior artista esordiente, miglior album urban contemporary per Ctrl, miglior interpretazione R&B per The Weekend, miglior canzone R&B per Supermodel e miglior collaborazione con un artista rap per Love Galore con Travis Scott.

## Successo commerciale
Ctrl ha debuttato al numero tre della Billboard 200 degli Stati Uniti con 60 000 unità, di cui 25 000 copie pure. Nella sua seconda settimana in classifica, l'album è sceso al numero 11 con 30 000 unità. Il disco è rimasto stabile al numero 12 nella terza settimana, vendendo 28 000 unità equivalenti all'album e nella settimana successiva è sceso al numero 13 con 25 000 unità. Il 23 gennaio 2021, dopo 3 anni e mezzo dalla pubblicazione, l'album è tornato nella top 40 della Billboard 200 raggiungendo la posizione numero 32.

## Tracce
1. Supermodel – 3:01 (Solana Rowe, Pharrell Williams, Tyran Donaldson, Terrence Henderson, Greg Landfair, Jr.)
2. Love Galore (feat. Travis Scott) – 4:35 (Solana Rowe, Jacques Webster II, Cody Fayne, Carter Lang, Terrence Henderson)
3. Doves in the Wind (feat. Kendrick Lamar) – 4:26 (Solana Rowe, Kendrick Duckworth, Cameron Osteen, Reggie Noble, John Bowman, Dana Stinson, Trevor Smith, James Yancey)
4. Drew Barrymore – 3:51 (Solana Rowe, Carter Lang, Tyran Donaldson, Macie Stewart, Terrence Henderson)
5. Prom – 3:16 (Solana Rowe, Tyran Donaldson, Carter Lang)
6. The Weekend – 4:32 (Solana Rowe, Cody Fayne, Justin Timberlake, Timothy Mosley, Floyd Hills)
7. Go Gina – 2:42 (Solana Rowe, Tyran Donaldson, Carter Lang, Adam Feeney)
8. Garden (Say It like Dat) – 3:28 (Solana Rowe, Daniel Tannenbaum, Craig Balmoris)
9. Broken Clocks – 3:51 (Solana Rowe, Cody Fayne, Thomas Paxton-Beesley, Adam Feeney, Ashton Simmonds)
10. Anything – 2:29 (Solana Rowe, Tyran Donaldson, Carter Lang, Peter Wilkins, Donna Summer, Giorgio Moroder, Pete Bellotte)
11. Wavy (Interlude) (feat. James Fauntleroy) – 1:16 (Solana Rowe, James Fauntleroy, Lukasz PlasFayne)
12. Normal Girl – 4:14 (Solana Rowe, Carter Lang, Tyran Donaldson, Terrence Henderson)
13. Pretty Little Birds (feat. Isaiah Rashad) – 4:06 (Solana Rowe, Isaiah McClain, Tyran Donaldson, Carter Lang, Josef Leimberg)
14. 20 Something – 3:18 (Solana Rowe, Tyran Donaldson, Carter Lang)

Durata totale: 49:05
Tracce bonus nell'edizione deluxe
1. Love Galore (Alt Version) – 4:33 (Solana Rowe, Cody Fayne, Tyran Donaldson, Carter Lang, Terrence Henderson)
2. 2AM – 4:02 (Solana Rowe, Aubrey Drake Graham, Jahron Anthony Brathwaite, Noah James Shebib, Cody Fayne)
3. Miles – 1:09 (Solana Rowe, Tyran Donaldson)
4. Percolator – 1:24 (Solana Rowe, Charlene Keys, Craig Brockman, Nisan Stewart, Tyran Donaldson, Cody Fayne)
5. Tread Carefully – 3:02 (Solana Rowe, Cody Fayne)
6. Awkward – 2:58 (Solana Rowe, Michael Uzowuru)
7. Jodie – 2:45 (Solana Rowe, Tyler Okonma)

Durata totale: 19:53
Note
- Supermodel contiene vocali non accreditati di Pharrell Williams.
- Doves in the Wind contiene campionamenti tratti da Let's Get Dirty (I Can't Get in da Club) di Redman, e Turn Me Up Some di Busta Rhymes.[79]
- The Weekend contiene campionamenti tratti da Set the Mood (Prelude), di Justin Timberlake.[80]
- Broken Clocks contiene campionamenti di West di Daniel Caesar.[81]
- Anything contiene un contiene campionamenti tratti da Spring Affair di Donna Summer.[82]
- Normal Girl contiene campionamenti tratti da 'Controlla di Drake.[83]
- 2AM contiene campionamenti tratti da Come and See Me di PartyNextDoor e Drake.

## Classifiche

### Classifiche settimanali
| Classifica (2017-22) | Posizione massima |
| -------------------- | ----------------- |
| Australia            | 30                |
| Belgio (Fiandre)     | 125               |
| Canada               | 10                |
| Francia              | 166               |
| Irlanda              | 27                |
| Islanda              | 24                |
| Nuova Zelanda        | 11                |
| Paesi Bassi          | 58                |
| Regno Unito          | 45                |
| Stati Uniti          | 3                 |
| Svizzera             | 64                |

### Classifiche di fine anno
| Classifica (2017) | Posizione |
| ----------------- | --------- |
| Stati Uniti       | 42        |
| Classifica (2018) | Posizione |
| Nuova Zelanda     | 45        |
| Stati Uniti       | 31        |
| Classifica (2019) | Posizione |
| Stati Uniti       | 99        |
| Classifica (2020) | Posizione |
| Stati Uniti       | 110       |
| Classifica (2021) | Posizione |
| Australia         | 89        |
| Stati Uniti       | 63        |
| Classifica (2022) | Posizione |
| Australia         | 97        |
| Nuova Zelanda     | 32        |
| Classifica (2023) | Posizione |
| Stati Uniti       | 28        |
| Classifica (2024) | Posizione |
| Portogallo        | 198       |

### Classifiche di fine decennio
| Classifica (2010-19) | Posizione |
| -------------------- | --------- |
| Stati Uniti          | 111       |